# American Gods (serie de televisión)
American Gods es una serie de televisión estadounidense basada en la  novela homónima de Neil Gaiman publicada originalmente en 2001. La serie de televisión fue desarrollada por Bryan Fuller y Michael Green para Starz. La primera temporada se emitió de abril a junio de 2017. En mayo de 2017, la serie se renovó para una segunda temporada que se estrenó el 10 de marzo de 2019. El 15 de marzo de 2019, fue renovada para una tercera temporada que se estrenó el 10 de enero de 2021.
El 29 de marzo de 2021 la serie fue cancelada después de tres temporadas.

## Sinopsis
La serie se centra en Shadow Moon, quien se encuentra con un hombre extraño llamado Sr. Wednesday después de ser liberado de la prisión que se encontraba preso por haber asaltado un casino, pronto se ve envuelto en un conflicto a gran escala entre los viejos dioses y los nuevos dioses, que se fortalecen cada día.

## Elenco y personajes

### Principales
- Ricky Whittle como Shadow Moon.
- Emily Browning como Laura Moon, la esposa de Shadow Moon y un revenant.[2] Browning también retrata a Essie MacGowan, una mujer irlandesa cuya creencia en los duendes cambia el curso de su vida.[3]
- Ian McShane como Miércoles o el Sr. Wednesday
- Crispin Glover como el Sr. Mundo
- Bruce Langley como el chico técnico.
- Yetide Badaki como Bilquis.
- Pablo Schreiber como Mad Sweeney.

### Recurrentes
- Gillian Anderson como la nueva diosa de los Medios, la cara pública y "portavoz" de los Nuevos Dioses.[4] Aparece en forma de personalidades famosas, entre ellas Lucy Ricardo, Marilyn Monroe, David Bowie y Judy Garland.[5][6]
- Jonathan Tucker como Low Key Lyesmith.
- Cloris Leachman como Zorya Vechernyaya.
- Martha Kelly como Zorya Utrennyaya[7]
- Erika Kaar como Zorya Polunochnaya.[7]
- Peter Stormare como Czernobog.
- Chris Obi como el Sr. Jacquel
- Mousa Kraish como el Jinn.
- Omid Abtahi como Salim.
- Orlando Jones como el Sr. Nancy
- Demore Barnes como el Sr. Ibis
- Dane Cook como Robbie.
- Betty Gilpin como Audrey.
- Kristin Chenoweth como Ostara, vieja diosa germánica del amanecer.[8]
- Corbin Bernsen como Vulcan, un nuevo personaje sincrético creado específicamente para la serie. Está versión del Dios Antiguo se ha renovado entre los Dioses Nuevos uniéndose a las armas y a aquellos que los adoran.[9]
- Jeremy Davies como Jesús Prime, una de las muchas versiones que aparecen en la casa de Ostara.[10]
- Conphidance como Okoye, un esclavo con cicatrices que lidera una revolución.[11]
- Beth Grant como Jack, el dueño del bar donde Shadow se encuentra con el Sr. Wednesday.[12]

## Episodios
| Temporada | Temporada | Episodios | Episodios | Emisión original    | Emisión original    |
| Temporada | Temporada | Episodios | Episodios | Primera emisión     | Última emisión      |
| --------- | --------- | --------- | --------- | ------------------- | ------------------- |
|           | 1         | 8         | 8         | 30 de abril de 2017 | 18 de junio de 2017 |
|           | 2         | 8         | 8         | 10 de marzo de 2019 | 28 de abril de 2019 |
|           | 3         | 10        | 10        | 10 de enero de 2021 | 21 de marzo de 2021 |

## Producción

### Desarrollo
En 2011, el autor de American Gods, Neil Gaiman declaró en el Festival Internacional del Libro de Edimburgo que HBO había expresado su interés en adaptar la novela a una serie de televisión. En marzo de 2013, Gaiman habló sobre el progreso del proyecto en el Festival Internacional de Cine Estudiantil de Cambridge, y confirmó que el episodio de apertura de la futura serie «contendría nuevos elementos y detalles» mientras aún permanezca «muy parecido a los primeros capítulos del libro». También comentó que el libro solo compensaría las dos primeras temporadas de la serie y que todavía estaba trabajando en el guion piloto, ya que su primer guion no fue lo suficientemente cercano a su libro para la satisfacción de HBO. En noviembre de 2013, Gaiman anunció en Reddit que la serie de televisión aún estaba en desarrollo, pero ya no estaba en HBO. En 2014, el presidente de programación de HBO, Michael Lombardo, reveló que el proyecto había sido abandonado porque no podían interpretar correctamente el guion: «Probamos con tres guionistas diferentes, pusimos mucho esfuerzo en ello. Algunas cosas simplemente no pasan».
En febrero de 2014, Fremantle Media adquirió los derechos para adaptar la novela como una serie de drama de fantasía. En julio de 2014, se anunció que Starz estaría desarrollando la serie con Bryan Fuller y Michael Green. Fuller declaró que la serie sería «[siguiendo] los eventos de los libros pero expandiendo esos eventos y expandiendo el punto de vista para ir más allá de Shadow y Wednesday». Se ha dado permiso para que la serie incorpore elementos del compañero del libro, Anansi Boys. Fuller también confirmó que Gaiman está «muy involucrado» con la producción y expresó su esperanza de que Gaiman escribiera un episodio él mismo.
El 16 de junio de 2015, Starz anunció oficialmente que había dado luz verde a la serie. Durante una entrevista con Neil Gaiman el 24 de junio de 2016, discutió los planes para futuras temporadas de la serie más allá de la primera, si continuara, y destacando que la primera temporada solo cubre el primer tercio de la novela.. Gaiman declaró en una entrevista en octubre de 2018 que el plan era hacer cinco temporadas de la serie.
El 10 de mayo de 2017, la serie fue renovada por una segunda temporada. El 29 de noviembre de 2017, se anunció que Fuller y Green abandonaban la serie y que serían reemplazados como showrunners de la segunda temporada después de haber completado la escritura de aproximadamente la mitad de los guiones de la temporada. El 2 de febrero de 2018, Jesse Alexander fue anunciado como co-showrunner para la segunda temporada junto con Gaiman, sin embargo, Alexander se retiró en septiembre de 2018. Sin showrunner, el productor directivo Chris Byrne y la productora en línea Lisa Kussner se quedaron en cargo. La producción comenzó en la segunda temporada en abril de 2018, y la temporada se estrenó el 10 de marzo de 2019.
American Gods se renovó por tercera temporada el 15 de marzo de 2019 y Charles Eglee servirá como autor-productor.

### Escritura
Fuller declaró que quería que los Dioses Antiguos fueran retratados como arenosos y rústicos para «demostrar los aspectos desgastados de su religión y las consecuencias de pasar sin fe por tanto tiempo», mientras que los Nuevos Dioses son retratados como resbaladizos y actualizados con su tecnología para iluminar «cuán valiosos y pertinentes son, en sus propias religiones».

### Casting
El 28 de enero de 2016, Ricky Whittle fue elegido como el personaje principal, Shadow Moon. El 2 de marzo de 2016, se anunció que Ian McShane había sido elegido como el Sr. Wednesday. Más tarde se anunció el 17 de marzo de 2016, que Emily Browning interpretaría a Laura Moon, la esposa de Shadow. El 23 de marzo de 2016, se anunció que Sean Harris, Yetide Badaki y Bruce Langley desempeñarían los papeles respectivos de Mad Sweeney, Bilquis y el técnico. El 14 de abril de 2016, Jonathan Tucker y Crispin Glover fueron elegidos como Low Key Lyesmith y el Sr. World. El 21 de abril de 2016, Cloris Leachman fue elegida como Zorya Vechernyaya, Peter Stormare como Czernobog, Chris Obi como el Sr. Jaquel, y Mousa Kraish como el Jinn.
El 6 de mayo de 2016, se anunció que Sean Harris había abandonado la serie debido a razones personales y que el papel de Mad Sweeney sería reelegido. El 11 de mayo de 2016, se anunció que Pablo Schreiber asumiría el papel de Mad Sweeney. En junio de 2016, se anunció que Gillian Anderson a Medios. El 15 de junio de 2016, se anunció que Omid Abtahi, Orlando Jones y Demore Barnes se unirían al elenco como Salim, el Sr. Nancy y el Sr. Ibis, respectivamente.
El 15 de julio de 2016, se anunció que Dane Cook iba a aparecer como Robbie, y una semana después, Kristin Chenoweth como Ostara.

## Recepción

### Críticas
La primera temporada de American Gods ha recibido críticas en gran parte positivas de los críticos. En Rotten Tomatoes, tiene una calificación de 92 % con un puntaje promedio de 8.12 sobre 10, de acuerdo con 83 reseñas, según el consenso: «American Gods se abre con una serie de tácticas ambiciosas y premia la fe de los espectadores con una primera temporada prometedora cuyas riquezas visuales se combinan con su impacto narrativo». En Metacritic, tiene un puntaje de 77 sobre 100 según 36 reseñas, que indican «reseñas generalmente favorables".
La segunda temporada ha recibido críticas mixtas de los críticos. En Rotten Tomatoes, tiene una calificación de 57 % con un puntaje promedio de 5.76 sobre 10 basado en 19 reseñas con el consenso que indica: «American Gods conserva su estilo grandilocuente, pero pierde su inspiración divina en la segunda temporada derivada que, después de un cambio en los show-runners e incluso algunos miembros del reparto cruciales, se siente como un ídolo falso». En Metacritic, tiene un puntaje de 45 de 100 basado en 7 reseñas, que indica «críticas mixtas».